# Pariško geografsko društvo
Pariško geografsko društvo (franc. Société de Géographie) najstarije je geografsko društvo na svijetu. Utemeljeno je na sastanku održanom 15. prosinca 1821. u Paris Hôtel de Villeu, a među 217 osnivača nalaze se neka od najvećih znanstvenih imena tog vremena: Pierre-Simon Laplace, prvi predsjednik društva; Georges Cuvier, Charles Pierre Chapsal, Vivant Denon, Joseph Fourier, Gay-Lussac, Claude Louis Berthollet, Alexander von Humboldt, Champollion, François-René de Chateaubriand među ostalim. Većina od onih koji su pratili Bonapartea na njegovoj egipatskoj ekspediciji bili su članovi: Edmé François Jomard, Conrad Malte-Brun, Jules Dumont d'Urville, Jules Paul Benjamin Delessert, Hottinguer, Henri Didot, Bottin i ostali.
Društvena revija se pojavljuje od 1822. jednom mjesečno kao Bulletin de la Société de Géographie (1822. – 1899.), nudeći u octavo formatu rane novosti o svim otkrićima u devetnaestom stoljeću ili tromjesečno kao La Géographie, sa stankom u razdoblju 1940. – 1946. Od 1947. časopis izlazi triput godišnje kao Acta Geographica. Društvena knjižnica, zbirka karata i zbirka fotografija jedne su među najvećima i najopsežnijima u cijelom svijetu.

## Vanjske poveznice
- Službene stranice Société de Géographie  Arhivirana inačica izvorne stranice od 6. srpnja 2006. (Wayback Machine) (francuski)